# Nuncia insulana
Nuncia insulana is een hooiwagen uit de familie Triaenonychidae.